# Квантовый скачок (телесериал, 2022)
«Квантовый скачок» (англ. Quantum Leap) — научно-фантастический американский телесериал, премьера которого состоялась 19 сентября 2022 года. Его события разворачиваются в наши дни, а главным героем выступает доктор Бен Сонг в исполнении Рэймонда Ли, который, как и в оригинальном сериале, «перепрыгивает из жизни в жизнь». Шоу выходит на NBC и стриминге Peacock.
Создатель оригинального шоу Дональд П. Беллисарио выступил одним из исполнительных продюсеров. Соавтор и сценаристка многих серий оригинального шоу Дебора Пратт также выступила в качестве исполнительного продюсера и срежиссировала две серии нового шоу. Скотт Бакула, сыгравший главную роль в оригинальном сериале, незадолго до выхода продолжения в эфир, опубликовал в своих социальных сетях пост, в котором сообщил, что не появится в данном продолжении и пожелал удачи новым "прыгунам".
12 декабря 2022 года телеканал NBC продлил телесериал на второй сезон. Премьера второго сезона сериала состоялась 4 октября 2023 года. 6 апреля 2024 года NBC объявило об отмене шоу.

## Сюжет
Прошло почти 30 лет с тех пор, как доктор Сэм Бэккет вошёл в квантовый ускоритель и больше не вернулся домой. Теперь собрана новая команда, чтобы возобновить проект в надежде познать тайны, стоящие за машиной и человеком, который её создал.
Однако всё меняется, когда доктор Бен Сонг совершает несанкционированный скачок в прошлое, оставляя команду гадать, почему он это сделал. На протяжении всех скачков Бена сопровождает его невеста Эддисон; в виде голограммы, которую может видеть и слышать только Бен. Ветеран армии с боевыми наградами, она делает свою работу с непревзойдённой точностью.
Во главе проекта «Квантовый скачок» стоит Герберт «Мэджик» Уильямс, бесстрастный кадровый военный, которому приходится отчитываться перед начальством. Остальная команда в штаб-квартире включает Иэна Райта, который руководит подразделением искусственного интеллекта «Зигги», и Дженн Чоу, которая возглавляет цифровую безопасность проекта.
Когда Бен перемещается из жизни в жизнь, исправляя то, что когда-то пошло не так, становится ясно, что его и команду ждёт захватывающее путешествие. Однако Эддисон, Мэджик, Иэн и Дженн знают, что если они хотят разгадать тайну скачков Бена и вернуть его домой, то должны действовать быстро или рискуют потерять его навсегда.

## Актёрский состав
- Рэймонд Ли — Бен Сонг
- Кэйтлин Бассетт — Эддисон Огастин
- Эрни Хадсон — Герберт «Мэджик» Уильямс
- Нанриса Ли — Дженн Чоу
- Мэйсон Александр Парк — Иэн Райт
- Джорджина Рейлли — Дженис Калавиччи
- Уолтер Перез — Ричард Мартинез («Прыгун Икс»)
- Элиза Тейлор — Ханна Карсон
- Питер Гадиот — Том Уэстфолл